# گروه تانفیلد
گروه تانفیلد (انگلیسی: Tanfield Group) شرکت مهندسی بریتانیایی است، که در سال ۲۰۰۳ تأسیس شد.